# HIST1H1E
HIST1H1E (англ. Histone cluster 1 H1 family member e) – білок, який кодується однойменним геном, розташованим у людей на короткому плечі 6-ї хромосоми.  Довжина поліпептидного ланцюга білка становить 219 амінокислот, а молекулярна маса — 21 865.
| 10         |  | 20         |  | 30         |  | 40         |  | 50         |
| ---------- |  | ---------- |  | ---------- |  | ---------- |  | ---------- |
| MSETAPAAPA |  | APAPAEKTPV |  | KKKARKSAGA |  | AKRKASGPPV |  | SELITKAVAA |
| SKERSGVSLA |  | ALKKALAAAG |  | YDVEKNNSRI |  | KLGLKSLVSK |  | GTLVQTKGTG |
| ASGSFKLNKK |  | AASGEAKPKA |  | KKAGAAKAKK |  | PAGAAKKPKK |  | ATGAATPKKS |
| AKKTPKKAKK |  | PAAAAGAKKA |  | KSPKKAKAAK |  | PKKAPKSPAK |  | AKAVKPKAAK |
| PKTAKPKAAK |  | PKKAAAKKK  |  |            |  |            |  |            |

A: Аланін

D: Аспарагінова кислота

E: Глутамінова кислота

F: Фенілаланін

G: Гліцин

I: Ізолейцин

K: Лізин

L: Лейцин

M: Метіонін

N: Аспарагін

P: Пролін

Q: Глутамін

R: Аргінін

S: Серин

T: Треонін

V: Валін

Білок має сайт для зв'язування з ДНК. 
Локалізований у ядрі, хромосомах.